# João Carlos Galhardo
João Carlos Galhardo (Lisboa, 26 de outubro de 1870 — Lisboa, 1 de janeiro de 1903) foi um pintor que se especializou em paisagens bucólicas e retratos. Foi filho de João Maria Galhardo, oficial da Armada e professor da Escola Naval, e irmão do jornalista Luís Galhardo.

## Biografia
Figurou com pintura na 2.ª Exposição do Grémio Artístico (1892) e seguintes, com uma obra a pastel, na 7ª Exposição do Grémio Artístico (1897). Obteve a 2.ª medalha em pintura no Grémio Artístico. Apresentou pintura na 1.ª Exposição da Sociedade Nacional de Belas Artes (1901) e seguintes. 
Executou a pastel um retrato do escritor Júlio Dantas. É autor do retrato a óleo do rei D. Carlos I que se encontra no salão nobre dos Paços do Concelho de Angra do Heroísmo.